# Werner Dubois
Karl Werner Dubois (ur. 26 lutego 1913 w Wuppertalu, zm. 22 października 1971 w Münster) – niemiecki robotnik i kierowca, SS-Oberscharführer, uczestnik akcji T4, członek personelu obozów zagłady w Bełżcu i Sobiborze, został skazany w procesie załogi Sobiboru na karę trzech lat pozbawienia wolności. 

## Życiorys

### Młodość
Urodził się w protestanckiej rodzinie wydawców książek. Był wychowywany przez babkę. Ukończył protestancką szkołę powszechną, następnie uczęszczał do szkoły zawodowej, w której zdobył fach wytwórcy pędzli. Po wybuchu wielkiego kryzysu przez długi czas pozostawał bezrobotny, później pracował w rolnictwie.
W 1934 roku wstąpił do SA. Rok później został powołany w szeregi Wehrmachtu. Służbę odbywał w szkole sportów motorowych we Frankfurcie nad Odrą. Dzięki temu został później instruktorem jazdy w SS. Ubiegał się o możliwość wstąpienia do jednostki „Leibstandarte Adolf Hitler”, będącej gwardią przyboczną Adolfa Hitlera, jego podanie zostało jednak odrzucone. Ostatecznie w styczniu 1937 roku podjął służbę w pułku „Brandenburg” należącym do formacji SS-Totenkopfverbände. Cztery miesiące później został formalnie członkiem SS. Według Chrisa Webba miał w charakterze kierowcy i strażnika służyć w obozie koncentracyjnym Sachsenhausen.

### II wojna światowa
Na krótko przed wybuchem II wojny światowej został przydzielony do personelu akcji T4, czyli tajnego programu eksterminacji osób psychicznie chorych i niepełnosprawnych umysłowo. Początkowo służył w „ośrodkach eutanazji” w Grafeneck i Brandenburgu jako kierowca autobusów służących do transportu ofiar. Później przeniesiono go do ośrodka w Bernburgu, gdzie pełnił funkcję „palacza” w krematorium. Według niektórych autorów tę samą funkcję pełnił także w ośrodku w Hadamarze. Jak sam przyznał po wojnie, udział w akcji T4 pozbawił go oporów przed zabijaniem ludzi.
Zimą 1941/42 w mundurze Organizacji Todt służył na froncie wschodnim (rejon Wiaźmy). Oficjalnie jego zadaniem była opieka nad rannymi żołnierzami.
Podobnie jak wielu innych weteranów akcji T4 został przeniesiony do okupowanej Polski, aby wziąć udział w eksterminacji Żydów. Na przełomie marca i kwietnia 1942 roku dołączył do personelu obozu zagłady w Bełżcu. Pełnił służbę na terenie tzw. obozu II, czyli w strefie zagłady, w której znajdowały się komory gazowe. Jego głównym zadaniem było sprawowanie nadzoru nad więźniarskim komandem, które kopało masowe groby. Wielokrotnie przeprowadzał egzekucje w obozowym „lazarecie”. Jako kierowca obozowej ciężarówki uczestniczył w misjach zaopatrzeniowych, zlecano mu także przewożenie zrabowanych pieniędzy i kosztowności do sztabu akcji „Reinhardt” w Lublinie. Ponadto przez pewien czas odpowiadał za szkolenie ukraińskich strażników. Z zeznań Karla Schlucha wynika, że w czasie pobytu w Bełżcu często znajdował się pod wpływem alkoholu. W marcu 1943 roku został awansowany do stopnia SS-Oberscharführera.
W połowie grudnia 1942 roku obóz w Bełżcu zaprzestał przyjmowania transportów, a jego załodze powierzono zadanie wydobycia i spalenia blisko 450 tys. zwłok, które pogrzebano na terenie obozu. Po zakończeniu akcji zacierania śladów zbrodni Dubois uczestniczył w pracach związanych z likwidacją obozu. Opuścił Bełżec jako jeden z ostatnich esesmanów. Wczesnym latem 1943 roku został przeniesiony do obozu zagłady Sobiborze. Był jednym z esesmanów sprawujących nadzór nad „komandem leśnym” (Waldkommando), które pozyskiwało drewno budowlane i opałowe w lasach wokół obozu. Między innymi dowodził komandem w dniu 20 lipca 1943 roku, gdy część jego więźniów podjęła próbę zbiorowej ucieczki, zakończoną schwytaniem i rozstrzelaniem większości z nich. Odpowiadał także za obozową zbrojownię. Z zeznań innych esesmanów oraz ocalałych więźniów wynika ponadto, że uczestniczył w przyjmowaniu transportów na obozowej rampie oraz w pędzeniu ofiar do komór gazowych.
Po południu 14 października 1943 roku, gdy w Sobiborze wybuchło powstanie więźniów, przebywał w obozowej zbrojowni. W czasie ataku powstańców został ciężko ranny; otrzymał kilka ciosów siekierą i postrzał w płuco. Pomocy medycznej udzielił mu żydowski lekarz-więzień Szulim Bresler, pod którego opieką Duboisa odwieziono następnie do szpitala w Chełmie.
W szpitalu przebywał do stycznia 1944 roku. Następnie w ślad za większością weteranów akcji „Reinhardt” został przeniesiony do Einsatz R operującej na wybrzeżu Adriatyku. Zadaniem tej jednostki była likwidacja miejscowych Żydów oraz walka z jugosłowiańską i włoską partyzantką. Służbę pełnił w Trieście.

### Losy powojenne
W maju 1945 roku dostał się do amerykańskiej niewoli. W obozie jenieckim przebywał do grudnia 1947 roku. Po zwolnieniu zamieszkał w Schwelm, gdzie wykonywał zawód ślusarza.
Był jednym z ośmiu byłych esesmanów sądzonych w procesie załogi Bełżca. W śledztwie zasłaniał się niepamięcią i starał się minimalizować rozmiar popełnionych w obozie zbrodni. W sierpniu 1963 roku zachodnioniemiecka prokuratura postawiła mu zarzut pomocnictwa w zamordowaniu co najmniej 360 tys. Żydów. Podobnie jak pozostali oskarżeni nie zaprzeczał swojemu udziałowi w Zagładzie, twierdził natomiast, że działał pod przymusem, nie mając możliwości sprzeciwienia się rozkazom przełożonych lub uzyskania przeniesienia z Bełżca. Argumenty te zostały zaakceptowane przez sąd krajowy w Monachium, który postanowieniem z 30 stycznia 1964 roku umorzył postępowanie przeciwko Duboisowi i sześciu innym oskarżonym. 
Niedługo później ponownie stanął przed sądem, tym razem jako oskarżony w procesie załogi Sobiboru. Akt oskarżenia przeciwko niemu i jedenastu innym esesmanom został wniesiony w czerwcu 1964 roku. Postawiono mu zarzut współudziału zamordowaniu co najmniej 43 tys. Żydów. W trakcie przesłuchań nie zaprzeczył, że uczestniczył w „rozładunku” żydowskich transportów. Przyznał również, że zabrakło mu odwagi, by sprzeciwić się zbrodniczym rozkazom, a ewentualny wyrok skazujący byłby skłonny uznać za sprawiedliwy. Jednocześnie przyjął tę samą linię obrony, co w przypadku procesu załogi Bełżca, utrzymując, że działał pod przymusem. Ocaleni więźniowie złożyli obciążające go zeznania, w oczach sędziów okazały się one jednak niewystarczające, aby udowodnić, że wykazywał się okrucieństwem i inicjatywą wykraczającą poza standardowe wykonywanie rozkazów. Uznano ponadto, że nie można mu udowodnić udziału w egzekucji więźniów Waldkommando w lipcu 1943 roku. Ostatecznie wyrokiem sądu krajowego w Hagen z 20 grudnia 1966 roku został uznany winnym współudziału w zamordowaniu co najmniej 15 tys. Żydów i skazany na karę trzech lat pozbawienia wolności.
Zmarł w 1971 roku.